# 電柱広告
電柱広告（でんちゅうこうこく）は、電力会社あるいは電気通信事業者の電柱（電力柱、電信柱）に掲示される広告。
電柱はおよそ30m間隔で設置されているため、広告と同時に道案内による誘導が行いやすい。
また、不動産、性風俗関連などに多い電柱に巻きつけられた捨て看板やビラなどはほとんどが無許可で設置されている。

## 種類
日本の電柱広告は、電柱の横に掛ける「袖型広告」と電柱そのものに貼り付ける「巻付型広告」の2種類がある。

### 袖型広告
掛広告、突出広告とも言う。
- 大きさ - 1,100mm（H）× 450mm（W）。ただし、地域条例によりサイズは異なることがある。
- 位置 - 地上から下端までの高さ車道上では4,500mm、歩道上では2,500mmである。地域条例により下端が高さ4,700mmの地域もある。
- 特徴 - 高い位置に掲載され、電柱からわきに飛び出す形で掲載されるため遠くからの視認性に優れる。

### 巻付型広告
- 大きさ - 1,500mm（H）× 330mm（W）
- 位置 - 地上から下端までの高さ1,200～1,650mm地域による異なる
- 特徴 - 歩行者の目の高さと同程度であり、歩行者の目に留まりやすい。また、巻付型広告の下部には210mm（H）×330mm（W）の地番表示用の公共表示領域が設けられ電柱所在地の番地を表示している。
- 地番表示が色分けされている。これは電柱所有者を明示するため。関東の場合、緑は東京電力、青はNTT東日本の所有を表す。